# Сімановський Пінхус Шоломович
Пінхус Шоломович Сімановський (1901, містечко Озаричі Мозирського повіту Мінської губернії, тепер Гомельської області, Республіка Білорусь — розстріляний 22 лютого 1940, Москва) — радянський діяч органів держбезпеки, начальник УНКВС по Курській та Орловській областях. Входив до складу особливої трійки НКВС СРСР. Депутат Верховної Ради СРСР 1-го скликання (1937—1939). 

## Біографія
Народився в родині дрібного купця (коробейника), батько пізніше працював перекупником і м'ясником.
У 1914—1915 роках — хлопчик в позиково-ощадному товаристві містечка Озаричі. У 1915—1917 роках — хлопчик, прикажчик в акціонерному товаристві «Продоліс» містечка Озаричі. У 1917—1918 роках — забійник-м'ясник у свого дядька-м'ясника на станції Калинковичі.
У 1918—1920 роках — член Озарицького волосного революційного комітету.
У березні — серпні 1920 року — рядовий 472-го стрілецького полку 53-ї стрілецької дивізії РСЧА. У серпні 1920 року потрапив у полон, був інтернований в табір Сольтау в Німеччині. У січні 1921 року звільнений з полону, повернувся до Білорусі.
У лютому — липні 1921 року — секретний співробітник, машиніст політбюро надзвичайної комісії (ЧК) Бобруйского повіту. У 1921 році вступив до комсомолу.
У липні 1921 — червні 1922 року — реєстратор, діловод ЧК Білорусії; начальник відділення ЧК Білорусії. У 1922—1924 роках — статистик, тво. начальника відділення, контролер ЧК Білорусії.
У 1924—1925 роках — співробітник для доручень Повноважного представництва ОДПУ по Західному краю.
Член РКП(б) з серпня 1925 року.
У 1925—1928 роках — помічник уповноваженого, уповноважений секретного відділу Повноважного представництва ОДПУ по Західному краю.
У 1928 — жовтні 1930 року — начальник секретного відділу Гомельського окружного відділу ДПУ. У жовтні 1930 — березні 1931 року — начальник секретного (у 1931 році — секретно-політичного) відділу Гомельського оперативного сектора ДПУ. Закінчив правове відділення Білоруського державного університету.
У 1931—1932 роках — помічник начальника секретно-політичного відділу Повноважного представництва ОДПУ по Білоруській РСР.
У 1932 — квітні 1933 року — помічник начальника Тульського оперативного сектора ДПУ. У квітні — листопаді 1933 року — помічник начальника Рязанського оперативного сектора ДПУ.
У листопаді 1933 — липні 1934 року — начальник 2-го відділення секретно-політичного відділу Повноважного представництва ОДПУ по Московській області. У липні 1934 — січні 1935 року — начальник 2-го відділення секретно-політичного відділу УДБ УНКВС по Московській області. У січні — березні 1935 року — помічник начальника секретно-політичного відділу УДБ УНКВС по Московській області. У березні 1935 — грудні 1936 року — заступник начальника секретно-політичного відділу УДБ УНКВС по Московській області. У грудні 1936 — березні 1937 року — заступник начальника 4-го відділу УДБ УНКВС по Московській області.
23 березня — 29 квітня 1937 року — начальник 5-го відділу УДБ УНКВС по Московській області та начальник особливого відділу ГУДБ УНКВС по Московському військовому округу.
29 квітня — 14 червня 1937 року — заступник начальника Дмитровського виправно-трудового табору НКВС, начальник 3-го відділу каналбуду.
З 14 червня по 1 жовтня 1937 року — начальник Управління НКВС по Курській області.
З 1 жовтня 1937 по 13 січня 1939 року — начальник Управління НКВС по Орловській області. Входив до складу особливої трійки, створеної за наказом НКВС СРСР від 30 липня 1937 року, брав активну участь в сталінських репресіях.
Заарештований 13 січня 1939 року. Засуджений Військовою колегією Верховного суду СРСР 21 лютого 1940 року до страти. Розстріляний наступного дня. Не реабілітований.

## Звання
- капітан державної безпеки (26.12.1935)
- майор державної безпеки (16.04.1937)

## Нагороди
- орден Леніна (14.07.1937)
- орден Трудового Червоного Прапора Білоруської РСР (11.07.1932)
- знак «Почесний працівник ВЧК-ДПУ (XV)» (20.12.1932)